# رونالد ريتشاردسون
رونالد ريتشاردسون (10 نوفمبر 1927 في المملكة المتحدة - 17 نوفمبر 1988 في المملكة المتحدة) (بالإنجليزية: Ronald Richardson)‏ هو لاعب كريكت بريطاني. لعب مع Cheshire County Cricket Club ‏ ونادي الشماليين للكريكت ‏.

## وصلات خارجية
- رونالد ريتشاردسون على موقع إي آس بي آن كريك إنفو (الإنجليزية)